# سگو
شهر سگو مرکز استان سگو در کشور مالی است.

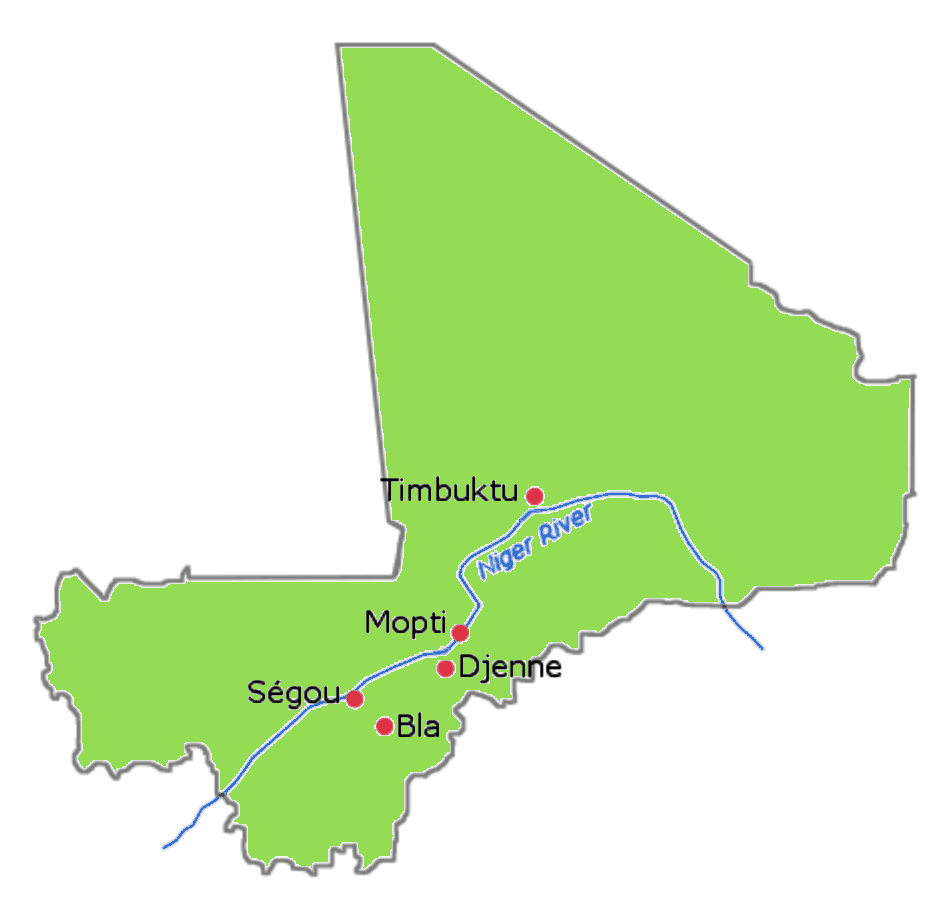